# Боробудурський корабель

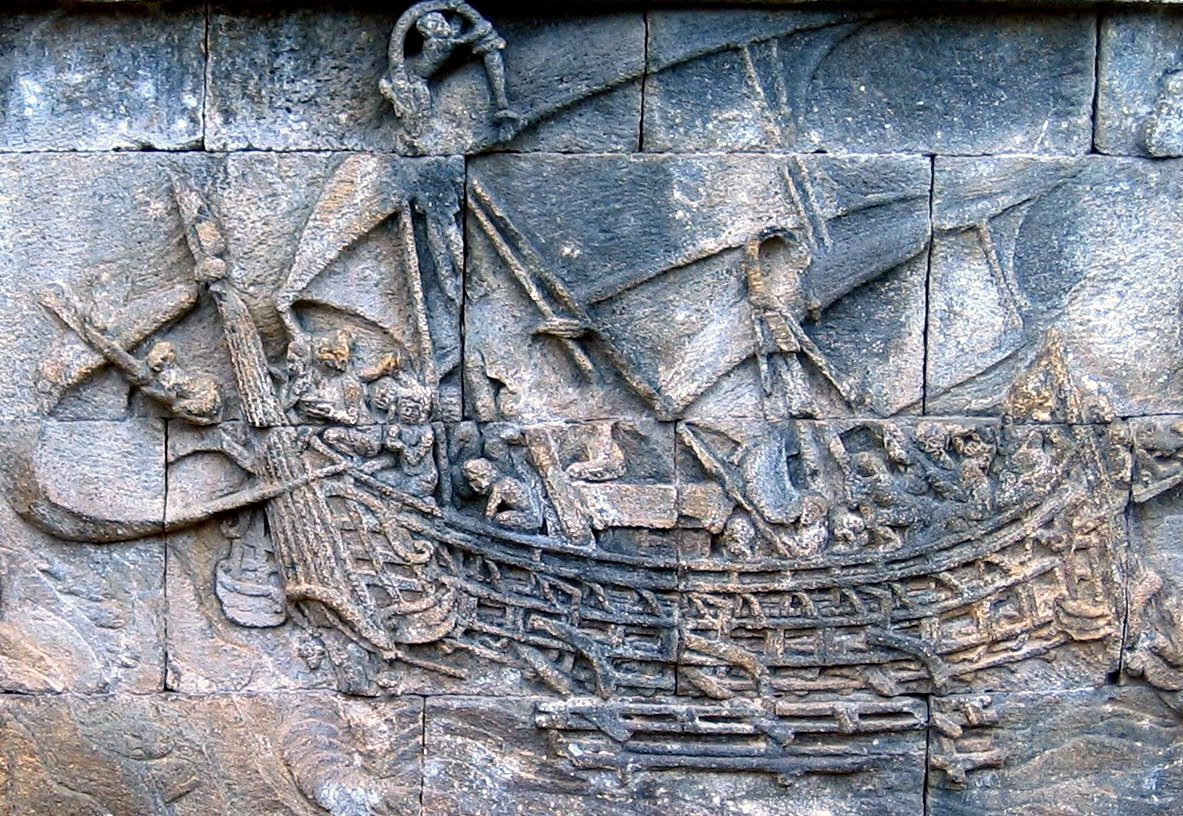
Зображення корабля на барельєфі Боробудура

Боробудурський корабель — вітрильне судно з подвійним аутригером з островів Південно-Східної Азії, зображене на барельєфах VIII століття в буддійському храмовому комплексі в Боробудурі на о. Ява на території сучасної Індонезії.

## Опис
Пам'ятник буддійської храмової архітектури у Боробудурі внесений ЮНЕСКО до переліку об'єктів всесвітньої спадщини. Вважається, що він був збудований в період між 760—830 роками. Мури нижніх терас боробудурського комплексу прикрашені різьбленими барельєфами на теми буддійських легенд. Ці барельєфи відзначаються надзвичайною реалістичністю зображення побутових сцен зі щоденного життя тогочасного суспільства. Спираючись на археологічні та інші дані, вчені довели, що барельєфи Боробудура зображують повсякденне життя стародавньої Яви 8 століття, від придворного палацового життя до життя простолюду у селі. Тут зображено безліч храмів, ринків, архітектури, флори та фауни, одяг та ювелірні прикраси, а також види транспорту, включаючи паланкіни, кінні екіпажі. Серед інших зображень, на барельєфах Борободура зберіглось сім достатньо реалістичних зображень тогочасних кораблів.
Кораблі, зображені в Боробудурі, швидше за все були типом суден, що використовувались для морської торгівлі і морських походів таласократичними імперіями Матарам і Шривіджая, що панували в цьому регіоні приблизно з VII по XIII століття. Функція аутригера полягала в стабілізації корабля. Корабель або каное з одним чи двома аутригерами — типова особливість морських австронезійських суден. Вчені вважають, що це найбільш імовірний тип суден, що використовуються для подорожей та досліджень австронезійців по Південно-Східній Азії, Океанії та Індійському океані.

## Корабельна експедиція Боробудур
У 1982 році Філіп Біл, британський моряк, який раніше служив у Військово-морському флоті Великої Британії, відвідав Боробудур для вивчення традиційних кораблів та морських традицій. Він захопився десятьма барельєфними зображеннями старовинних кораблів, зображених на Боробудурі. Біл захопився ідеєю реконструювати цей стародавній корабель і відновити стародавній морський торговий шлях. Працюючи з дуже обмеженими даними — п'ятьма кам'яними барельєфами, а також спираючись на власний великий морський досвід, Біл організував експедиційну команду, щоб реконструювати корабель і пройти на ньому з Джакарти в Індонезії на Мадагаскар, а потім навколо мису Доброї Надії до західного узбережжя Африки. Він залучив до цих зусиль науковців та місцевих експертів-ремісників.
Будівництву корабля передували широкі дослідницькі та проектні роботи, проведені командою досвідчених індонезійських суднобудівників, що базуються на Кангейських островах, приблизно в 60 милях на північ від Балі. Нік Бернінгем, визнаний фахівець з індонезійських водних суден та морської археології, контролював будівництво судна. Корабель був побудований Асадом Абдуллою аль-Мадані, досвідченим індонезійським будівельником традиційних кораблів, та його людьми маючи лише модель з бальсового дерева, яку Бернінгем створив їм в якості орієнтира. Судно назвали «Самудра-Ракса» (Захисник Морів) і спустили на воду 15 липня 2003 року в гавані Бенуа на Балі, за участі міністра туризму та культури Республіки Індонезія та представниками відділення ЮНЕСКО в Джакарті. Спеціаліст з культури.
Корабль отримав довжину корпусу близько 19 м, при довжині кіля 17,3 м, ширині 4,3 м і загальній висоті корпусу в 2,3 м., при осадці приблизно в 1,5 м. Корабель був озброєний двома вітрилами типу танджа (тип косих прямокутних вітрил, що застосовувались австронезійцями). Корпус був обшитий дошками з бунгора, а палуби — з тику. При будівництві відмовились від розташування на носі та на кормі судна високих щитів, які зображені на барельєфі, оскільки вони перешкоджали огляду настільки, що це суперечило Правилам запобігання зіткненню в морі.

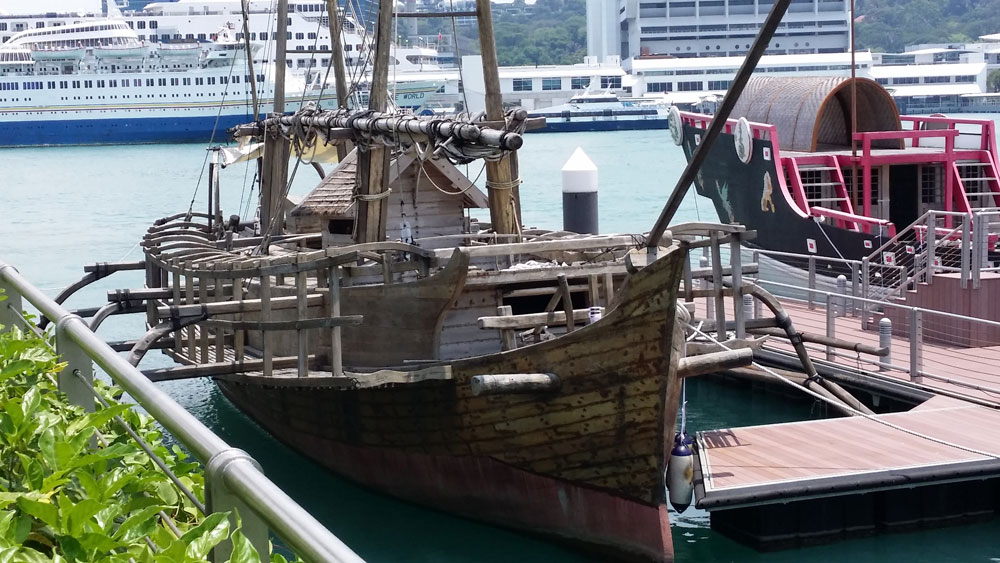
Копія індонезійського корабля «Боробудур» у курортному комплексі World Sentosa, Сінгапур.

З 2003 по 2004 рік перепливала на ньому з Індонезії до Мадагаскару, а відтак до Гани в Гвінейській затоці, .
Експедиція тривала протягом 6 місяців із серпня 2003 року по лютий 2004 року. Вона стартувала у Джакарті 30 серпня 2003 року за участі президента Індонезії Мегаваті Сукарнопутрі, і прибула у в Аккру у Гані 23 лютого 2004 року. Епічне плавання продемонструвало можливість існування стародавнього торгового зв'язку між Індонезією та Африкою (зокрема, Мадагаскаром та навіть Гвінейською затокою на східному узбережжі Африки). Судно подорожувало історичним торговим «морським шляхом перевезення кориці», що проходив від індонезійських вод через Індійський океан до Сейшельських островів, Мадагаскару, а потім повз мис Доброї Надії до Гани, довівши, що торгівля між Південно-східною Азією і Африкою могла відбувтись вже в першому тисячолітті нашої ери.
Після закінчення плавання, в декількох сотнях метрів на північ від храму Боробудур, в межах комплексу Археологічного парку був побудований музей Самудра-Ракса. Музей відкрився у 2005 році і крім самого корабля демонструє інші експонати з давньої морської історії Індонезії.

## Барельєфи Боробудура
Зображення п'яти кораблів з аутригерами з барельєфів Боробудура (із семи зображених загалом кораблів) у фільмі «Боро-Боедоер» Конрада Лімана (1873). Зверніть увагу, що конструкція кораблів різниться і вони відносяться до різних типів.

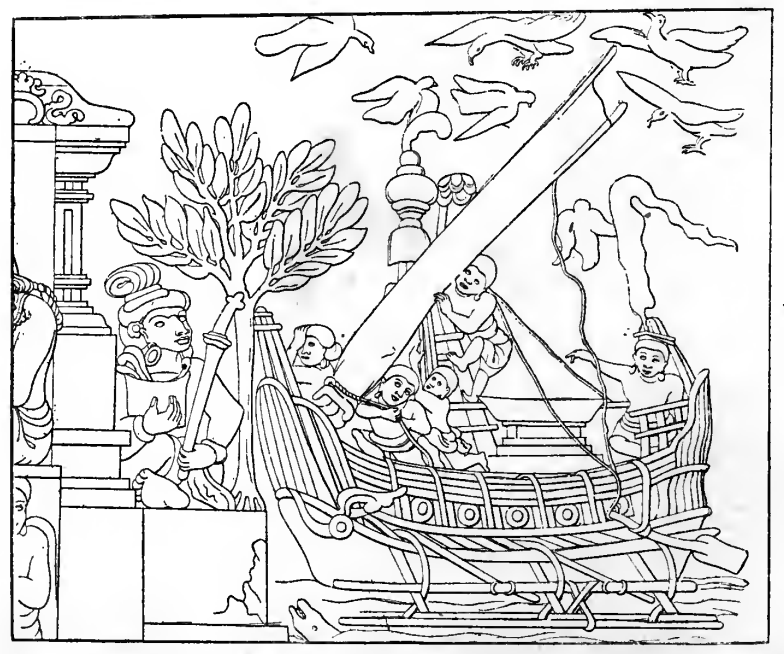
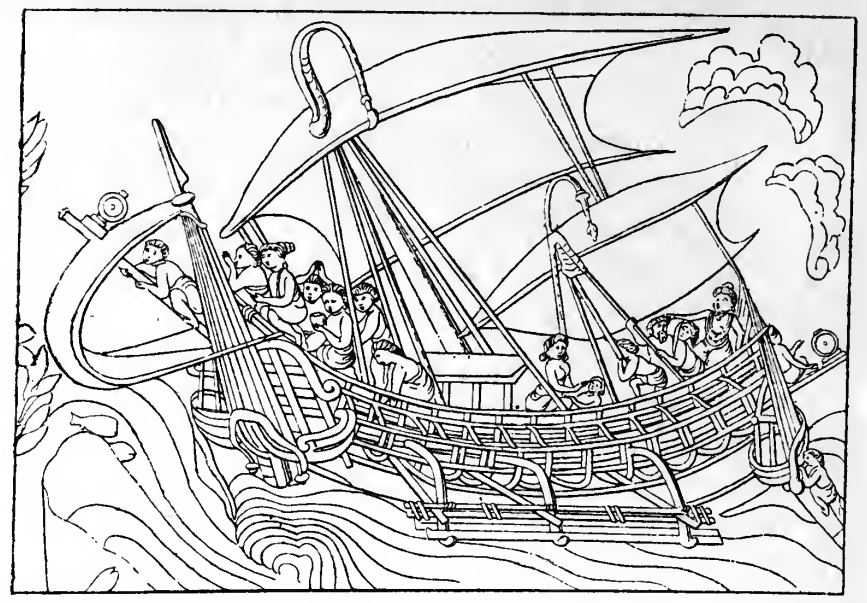
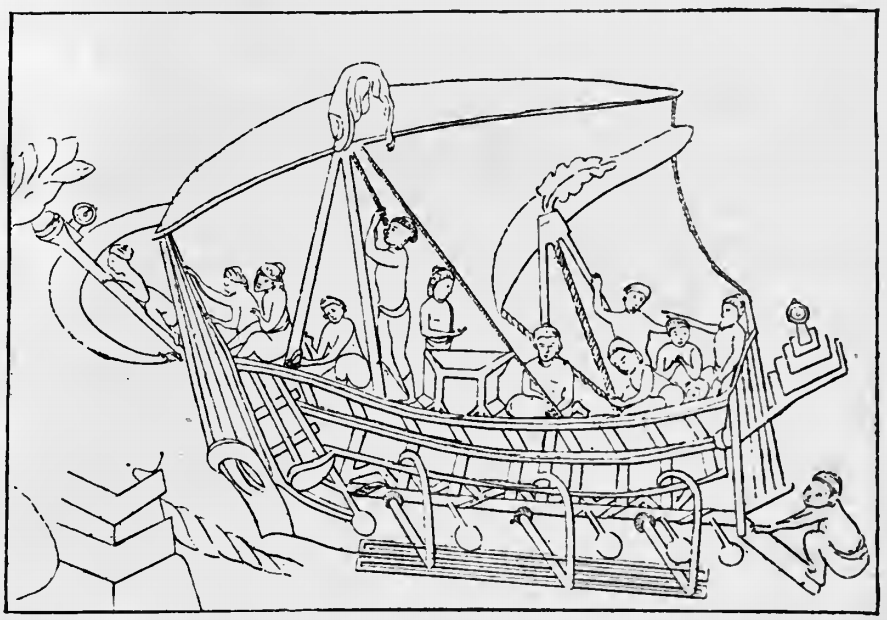
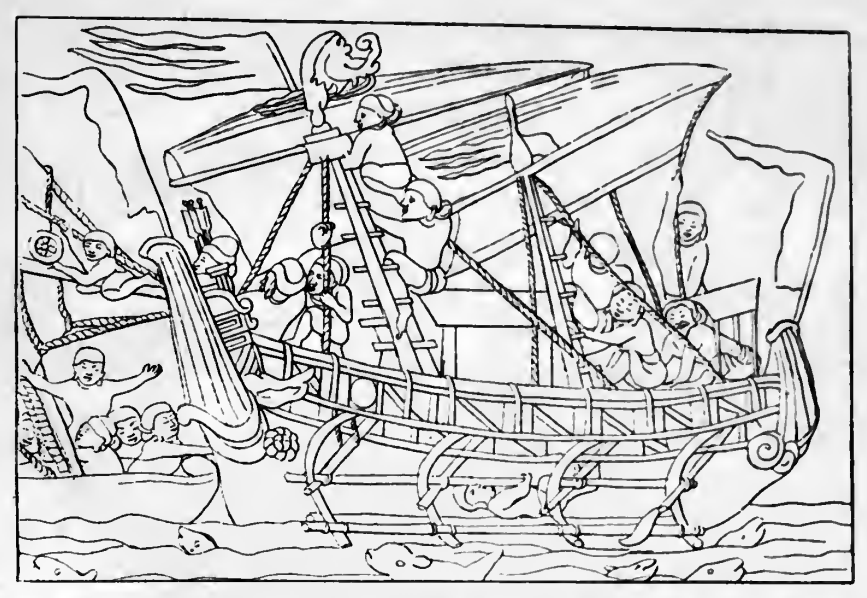
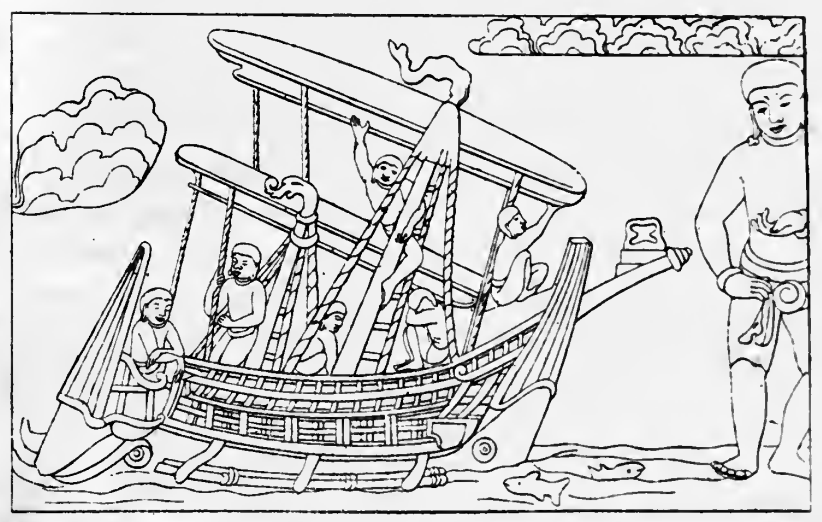

## Сучасні репліки боробудурських кораблів
- Відома копія знаходиться в музеї Самудра Ракса, Магеланг, Центральна Ява, Індонезія .
- Одна копія пришвартована на доці Marine of Resorts World Sentosa у Сінгапурі[9].
- Рельєф Боробудура служить основою для побудови «Духа Маджапахіта», копії корабля Маджапахіта. Ця копія отримала критику з боку істориків, оскільки корабель, яким користувався Маджапахіт, є джонкою, тоді як корабель з барельєфів Боробудуру — судно «Шрівіджаян» і «Сайлендран»[10].
- Репліка корабля Боробудур була представлена на церемонії відкриття Азійських ігор 2018 року 18 серпня 2018 року на стадіоні Гелора Бунг Карно, Джакарта[11].

## У популярній культурі

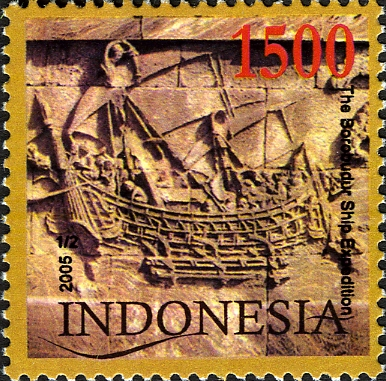
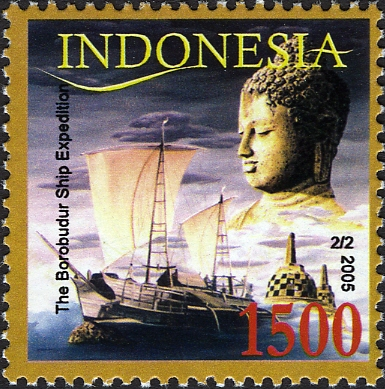

- Корабель «Боробудур» та різьблення на кораблі представлені в розширенні Age of Empires II, Rise of the Rajas та його продовженні, Age of Empires II: Definitive Edition .
- Корабель «Боробудур» служить основою для моделі «Маджапахіт Йонг» у відеоіграх « Civilization VI».
- Корабель цього стилю було зображено на марках: одна із зображенням з барельєфа на храмі, а інша — на честь корабельної експедиції Боробудура 2003—2004 років.

## Дивитися також
- Вітрило танджа
- Кора-кора
- Аутригер